# Ерік Ерсберг
Ерік Ерсберг (швед. Erik Ersberg; 8 березня 1982, м. Сала, Швеція) — шведський хокеїст, воротар. Виступає за ГВ-71 у Шведській хокейній лізі. 
Вихованець хокейної школи ХК «Сала». Виступав за ХК «Вестерос», ГВ-71 (Єнчопінг), «Лос-Анджелес Кінгс», «Манчестер Монаркс» (АХЛ), «Салават Юлаєв» (Уфа), «Донбас» (Донецьк), «Ізерлон Рустерс».
В чемпіонатах НХЛ — 53 матчі, у турнірах Кубка Стенлі — 1 матч.
У складі національної збірної Швеції учасник чемпіонатів світу 2007 і 2011 (3 матчі). 
Досягнення
- Срібний призер чемпіонату світу (2011)
- Володар Кубка Гагаріна (2011)
- Володар Трофея Гонкена (2007).